# Pietroasa (okręg Ardżesz)
Pietroasa – wieś w Rumunii, w okręgu Ardżesz, w gminie Valea Mare-Pravăț. W 2011 roku liczyła 264 mieszkańców.